# Joseph Xu Honggen
Joseph Xu Honggen (chiń. 徐宏根; ur. w kwietniu 1962) – chiński duchowny katolicki, biskup Suzhou od 2005.

## Życiorys
Święcenia kapłańskie otrzymał w 1990.
Został wybrany biskupem ordynariuszem Chengdu. Sakrę biskupią przyjął z mandatem papieskim 20 kwietnia 2006. 